# N,N,N',N'-四甲基对苯二胺
N,N,N′,N′-四甲基对苯二胺（英語：N,N,N′,N′-tetramethyl-p-phenylenediamine，TMPD）是一种无色有机物。其为一种容易被氧化的苯二胺衍生物，容易经单电子氧化步骤最高失去两个电子。失去一个电子时，变成蓝紫色的阳离子自由基，俗称Wurster蓝，源自其发现者德国化学家Casimir Wurster。

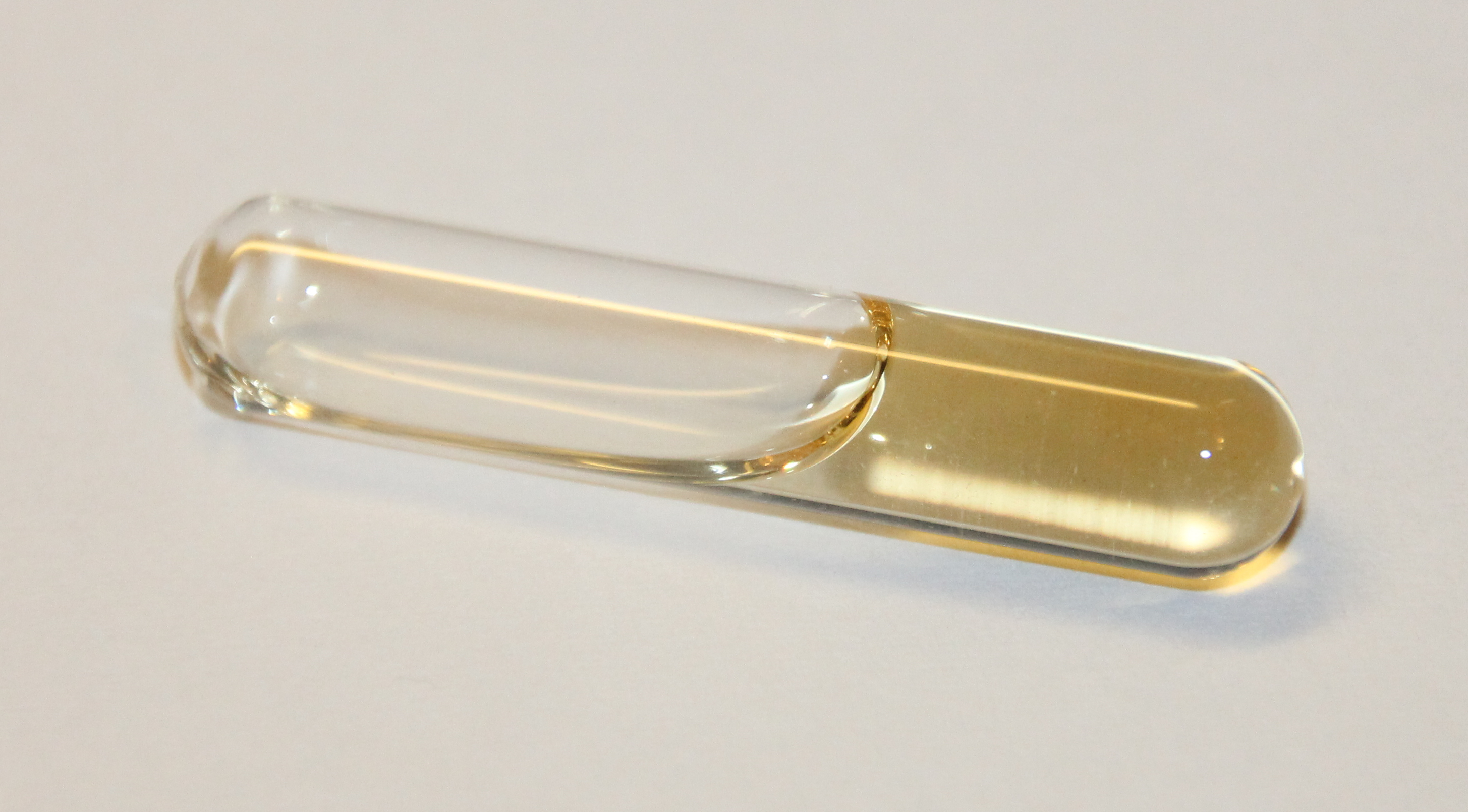
TMPD盐酸盐溶液

TMPD的盐酸盐溶液常在氧化酶试验中作为氧化还原指示剂。其也可以提供电子给细胞色素c，来研究反应过程中电子的转移路径。在电位滴定中，TMPD失去第一个电子的滴定中点为0.276 V vs. SHE。该性质使TMPD既可充当指示剂，也可以当做氧化还原介质。TMPD失去两个电子氧化成对醌二亚胺阳离子为无色离子，在水溶液中不稳定。因此需要避免在强氧化环境中使用TMPD，或在滴定终点后才发生。TMPD失去第二个电子步骤与失去第一个电子步骤的电位很接近，因此在电位到达0.276 V vs. SHE时很不稳定，因为Wurster蓝容易歧化成TMPD和二亚胺离子，因此不可能制备出纯的Wurster蓝溶液。